# Gammaropsis sutherlandi
Gammaropsis sutherlandi is een vlokreeftensoort uit de familie van de Photidae. De wetenschappelijke naam van de soort is voor het eerst geldig gepubliceerd in 1981 door Nelson.